# Gianmaria Bruni
Gianmaria "Gimmi" Bruni (Roma, 30 de maio de 1981) é um automobilista italiano.
Em 2004, fez parte da Fórmula 1 com a equipe Minardi, e recentemente disputou a GP2
Foi contratado pela Minardi em 2004. Em 18 corridas não marcou nenhum ponto. Seus melhores resultados foram três 14º lugares: Malásia, Europa e Hungria. No fim do ano foi dispensado pela escuderia italiana.